# Ferrocarril en Yibuti
El transporte ferroviario en Yibuti se administra a través de la Ethio-Djibouti Standard Gauge Rail Transport Share Company, una empresa binacional entre Etiopía y Yibuti para gestionar el único ferrocarril de Yibuti, el ferrocarril internacional electrificado de ancho estándar Addis Abeba-Yibuti. Este ferrocarril inaugurado el 1 de enero de 2018 sustituyó al ferrocarril internacional de ancho métrico que unía la capital de Yibuti, la ciudad de Yibuti, con la capital etíope, Addis Abeba, y que fue oficialmente desmantelado en 2016.

## Ferrocarril Adís Abeba-Yibuti

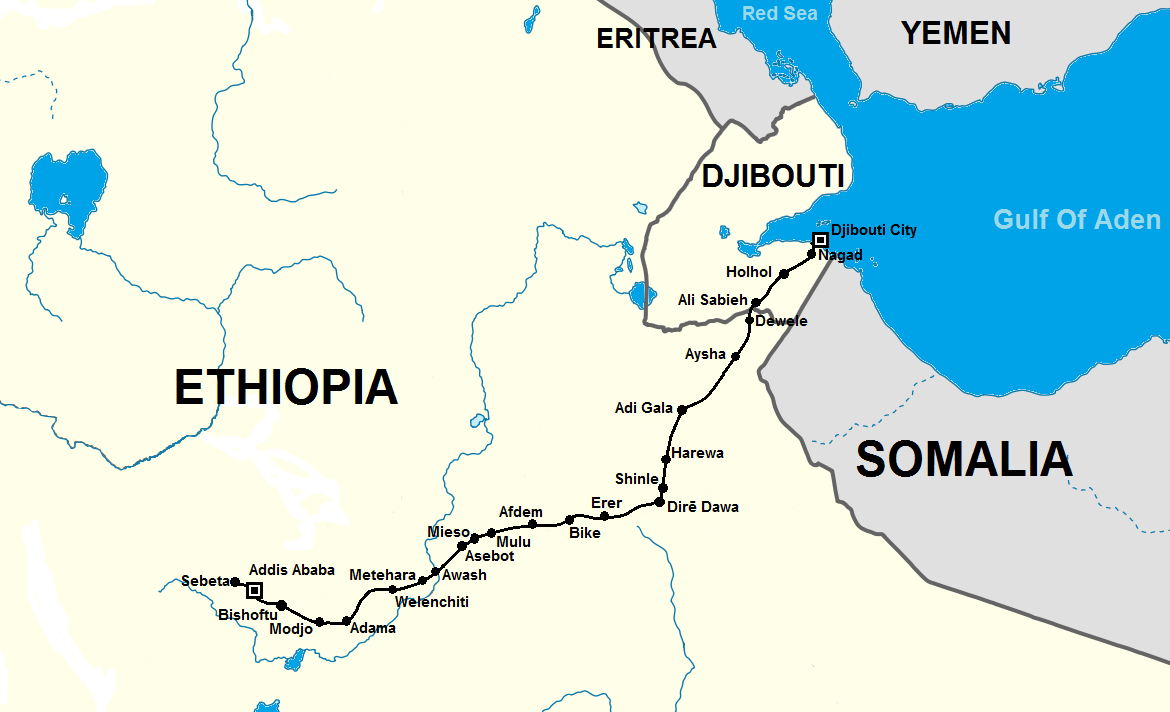
Mapa del ferrocarril Adís Abeba-Yibuti.

Las economías de Etiopía y Yibuti dependen la una de la otra, ya que cerca del 95% de todo el comercio internacional etíope pasa por el puerto de Yibuti, en el puerto de Doraleh. El antiguo ferrocarril de vía métrica llevaba décadas casi desaparecido e incapaz de transportar mercancías desde y hacia Etiopía a Yibuti. En 2010, Etiopía decidió construir un nuevo ferrocarril de ancho estándar. En 2011, un año después de finalizar los planes sobre una nueva red ferroviaria nacional, se consiguió financiación para el ferrocarril Addis Abeba-Yibuti y se adjudicó la construcción a empresas constructoras chinas. En octubre de 2016 y enero de 2017, se completó e inauguró el ferrocarril. El ferrocarril entró en funcionamiento el 1 de enero de 2018. Solo el ferrocarril físico de 759 km de longitud costó alrededor de 3.500 millones de dólares (4 millones de dólares por km de ferrocarril), mientras que el Exim Bank de China facilitó un paquete, que resultó en préstamos de alrededor de 2.500 millones de dólares en total. Por lo tanto, en 2013, se obtuvieron préstamos por un total de 3.000 millones de dólares del Banco Exim de China, de los cuales 2.400 millones se destinaron a la sección etíope del ferrocarril y el resto a Yibuti. Como los préstamos procedían de China, la mayoría de las empresas contribuyentes eran chinas.
Un total de 93 km del ferrocarril discurren por territorio yibutiano. Es una línea ferroviaria de vía única a lo largo de toda la parte yibutiana del ferrocarril. Conecta la frontera con Etiopía en Guelile con el puerto de Doraleh, en la capital, Yibuti. El paso fronterizo con Etiopía en Guelile no tiene estación de ferrocarril; la primera estación de ferrocarril en territorio yibutiano está en Ali Sabieh, 9 km tierra adentro. Los 81 km de ferrocarril entre el puesto fronterizo de Guelile y la estación de Nagad, en la capital, cerca del aeropuerto internacional de Yibuti-Ambouli, están electrificados y los trenes funcionan con locomotoras eléctricas. El tramo final entre la estación de Nagad y el puerto de Doraleh (12,1 km) no está electrificado y sólo circulan locomotoras diésel para evitar interferencias de las grúas de carga y descarga con la catenaria de un ferrocarril electrificado.
A lo largo de la línea, Yibuti cuenta con un total de cuatro estaciones de ferrocarril:
- Estación de tren de pasajeros y mercancías de Ali Sabieh, un andén de embarque único de 300 m de longitud y un edificio para la gestión de pasajeros (venta de billetes, restauración).
- Estación de pasajeros y mercancías de Holhol: andén único de embarque de 200 m de longitud y edificio de la estación para el servicio de pasajeros (venta de billetes, restauración).
- Estación ferroviaria de pasajeros y mercancías de Nagad, un andén de embarque único de 300 m de longitud y un edificio de estación para el tratamiento de pasajeros (venta de billetes, restauración).
- Estación portuaria de Yibuti, patio de carga sin servicios de pasajeros en la sección ferroviaria no electrificada, para la recogida y el montaje de trenes de carga.

Todas las estaciones de tren tienen al menos tres vías y pueden servir como bucles de paso en la línea ferroviaria de vía única. además, en las estaciones hay depósitos e instalaciones de mantenimiento. La energía de tracción para las catenarias aéreas se suministra a través de tres subestaciones conectadas directamente a la red nacional etíope.
Desde enero de 2018 no hay tráfico nacional de pasajeros entre Ali Sabieh, Holhol y la ciudad de Yibuti, todos los trenes son trenes internacionales desde y hacia Etiopía que sirven las estaciones de tren de Nagad y el Puerto solamente.

## Ferrocarriles propuestos
- Hay otra gran línea ferroviaria electrificada de ancho estándar propuesta entre Etiopía y Yibuti, el ferrocarril Weldiya-Tadjoura. No estaba previsto que esa línea ferroviaria conectara con el ferrocarril Addis Abeba-Yibuti. Se consideró que el ferrocarril Weldiya-Tadjoura conectaría Etiopía, a través de la estación fronteriza de Galafi, con el nuevo puerto de Tadjourah, el segundo puerto yibutiano de mercancías a granel (potasa). Este ferrocarril fue aplazado durante el proceso de licitación. Las empresas privadas de extracción de potasa en Etiopía están planeando construir y financiar de forma privada un ferrocarril de mercancías, si la extracción de potasa produce volúmenes de transporte superiores a 2 millones de toneladas anuales. Este ferrocarril de financiación privada iría desde el puesto fronterizo de Galafi hasta el puerto de Tadjourah. El tramo yibutiano tendría unos 180 km de longitud. El ferrocarril podría ampliarse más adelante hasta el propuesto Puente del Mar Rojo y Yemen.
- Una prolongación del tramo portuario del ferrocarril Addis Abeba-Yibuti. Este ramal partiría de la estación de Nagad, pasaría por Camp Lemonnier y llegaría hasta la frontera con Somalilandia, en la costa, cerca de los pueblos de Damerjog / Loyada. La razón principal es la construcción de otro gran puerto yibutiano en Damerjog. Este ramal tendría una longitud de 15 a 20 km. Sería posible una extensión posterior a Somalilandia (Hargeisa, Berbera).